# جون كارلسون (لاعب كرة قدم أمريكية)
جون كارلسون (بالإنجليزية: John Carlson)‏ هو لاعب كرة قدم أمريكية أمريكي، ولد في 12 مايو 1984 في سانت كلاود في الولايات المتحدة.

## وصلات خارجية
- جون كارلسون على موقع كلية كرة السلة في سبورتس رفرنس.كوم (الإنجليزية)
- جون كارلسون على موقع إي إس بي إن.كوم (أن.أف.أل)3
- جون كارلسون على موقع مرجع كرة القدم المحترفة.كوم (الإنجليزية)